# Podocarpus capuronii
Podocarpus capuronii là một loài thực vật hạt trần trong họ Thông tre. Loài này được de Laub. miêu tả khoa học đầu tiên năm 1971 publ. 1972. Chỉ được tìm thấy chúng ở Madagascar. 